# Liphistius desultor
Espèce
Synonymes
- Liphistius mammillanus O. Pickard-Cambridge, 1875

Liphistius desultor est une espèce d'araignées mésothèles de la famille des Liphistiidae.

## Distribution
Cette espèce est endémique de Malaisie péninsulaire,. Elle se rencontre au Penang au Perak et au Kedah.

## Description
La femelle holotype mesure 28,2 mm et le mâle 23,26 mm.
C'est une grande araignée aux pattes vivement colorées qui vit en particulier dans l'île de Penang.

## Publication originale
- Schiødte, 1849 : Om en afvigende slaegt af spindlernes orden. Naturhistorisk Tidsskrift, vol. 2, p. 617-624.